# Baicalia korotnevi
Baicalia korotnevi е вид охлюв от семейство Amnicolidae. Видът не е застрашен от изчезване.

## Разпространение и местообитание
Разпространен е в Русия (Бурятия и Иркутск).
Обитава пясъчните дъна на сладководни басейни и реки.